# Кікуті Йосай
Кікучі Йосай (28 листопада 1781 —16 червня 1878) — японський художник-портретист періоду Едо. Відомий також під іменами Кікучі Такеясу і Кавахара Рьохей. Його учнем був Ватанабе Шьотей.

## Життя та творчість
Походив з самурайської родини Кавахара. Другий син Кавахара Такейосі. Народився 1781 року в Едо, отримавши ім'я Рйохей. З дитинства полюбляв малювати, проте батько цього не схвалював. Був усиновлений родиною Кікуті, яка підтримувала клан Токугава. Перший відомимє портрет названого батька з роду Кікуті. У віці 18 років Кікуті Йосай стає учнем художника Таката Ендзьо. З 1805 року навчався в традиціях шкіл Кано і Тоса. У 1820-х роках мешкав у Кіото, де вивчав традиції шкіл Сідзьо і Маруяма.
Уславився своїми одноколірними (монохромними) портретами відомих історичних особистостей. Спочатку наслідував стилям своїх вчителів, але доволі швидко виробив власний, неповторний художній стиль. Серед його найкращих картин «Нічна атака на Хорікаву». Проте найбільшою роботою є серія монохромних портретів «Дзенкен Кодзіцу». Це 500 виконаних тушшю зображень героїв і відомих діячів з японської історії і культури. Для створення найбільш правдивих образів художник проводив не тільки історичні, а й археологічні дослідження. Це також є важливим джерелом з вивчення зачісок і одягу тогочасних японців. Роботу було завершено у 1836 році. У 1868 році вся серія була випущена друком у ксилографічній формі в 10 томах. У 1874 році роботу було представлено імператору Мейдзі. 1877 році на Національній виставці товарів 1877 року отримала найвищу нагороду — знак дракона. Наступного року Кікуті Йосай помер.

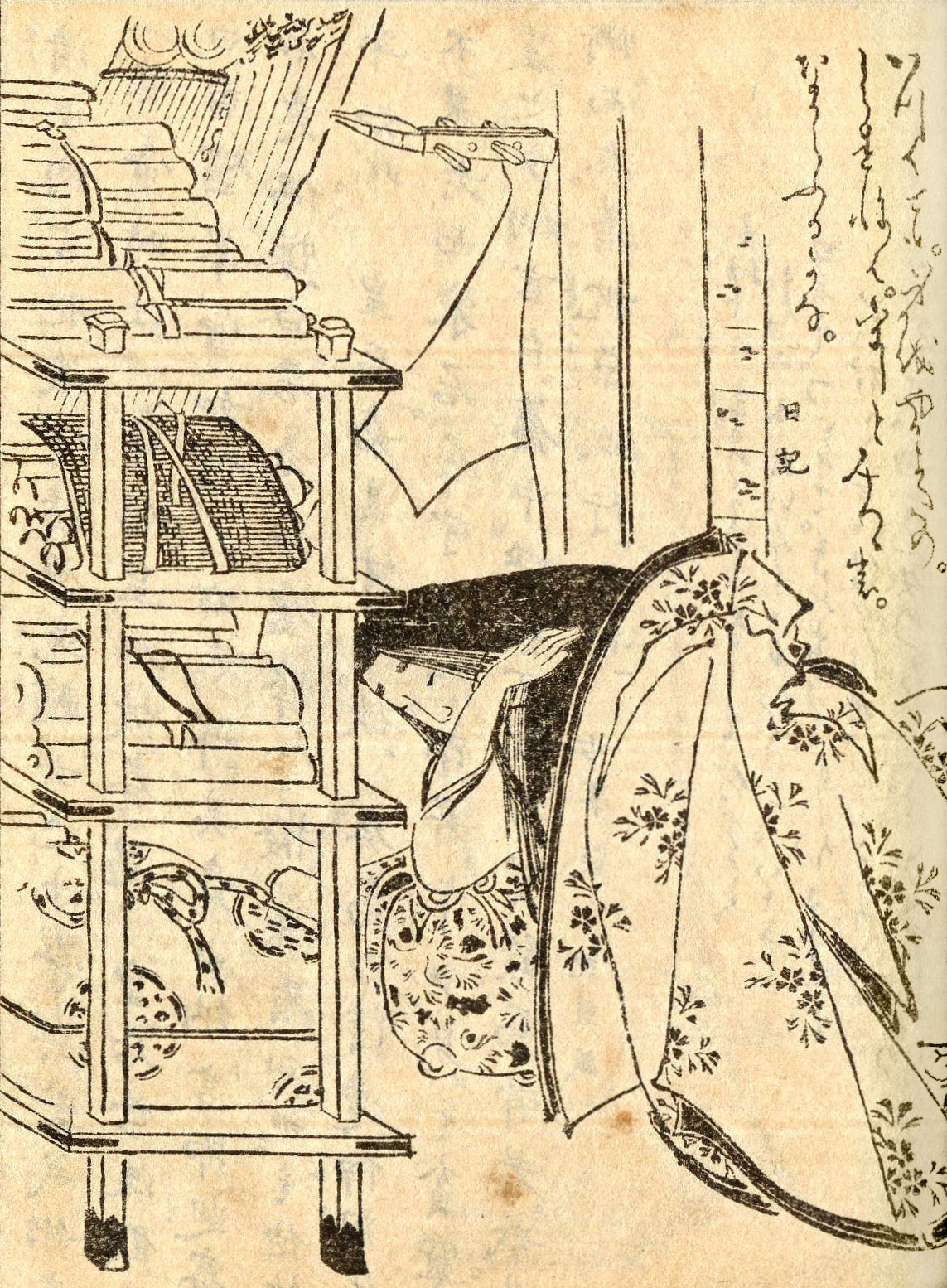
«Мурасакі Сікібу»
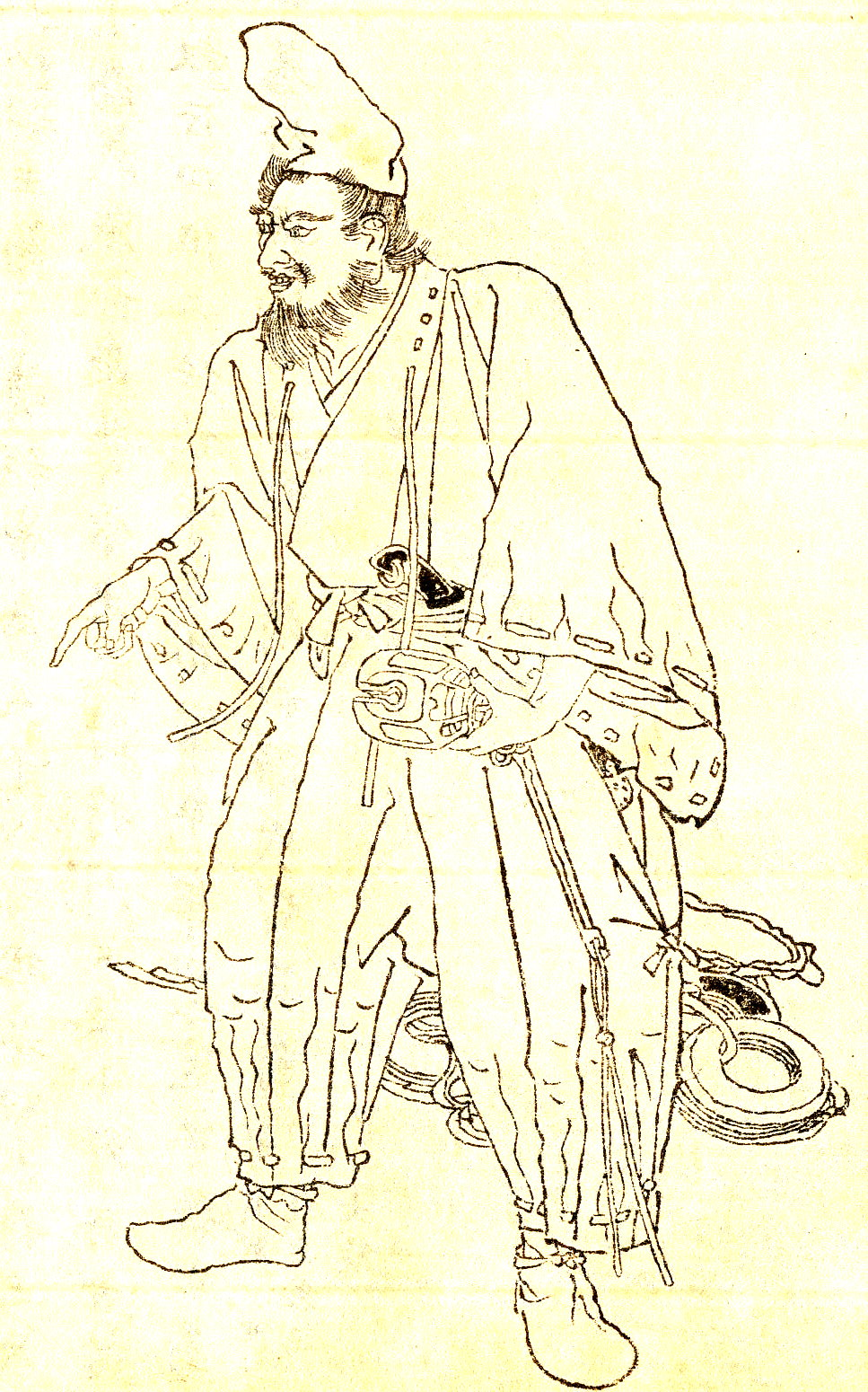
«Фудзівара но Тадабумі»
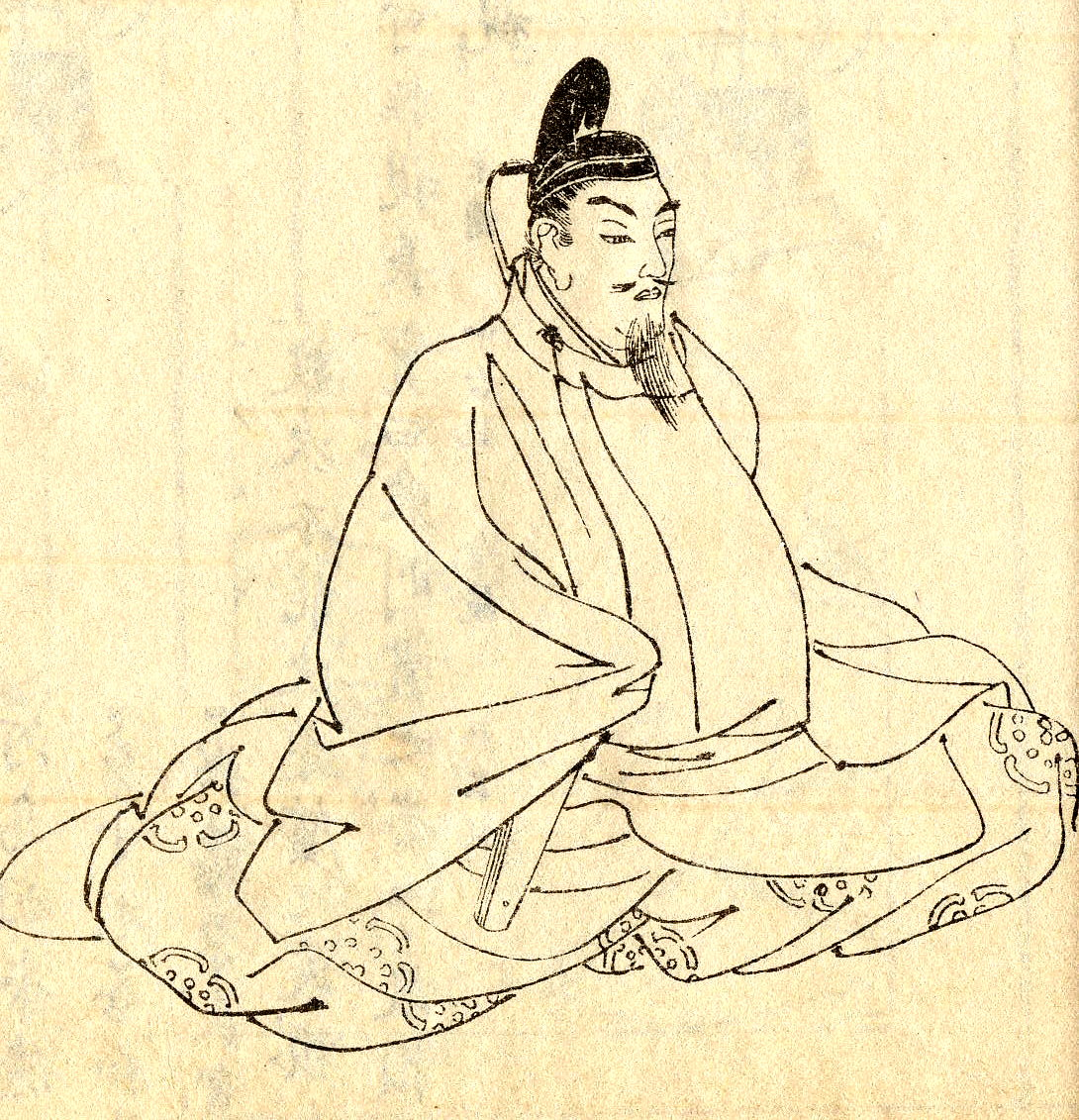
«Ое но Масафуса»
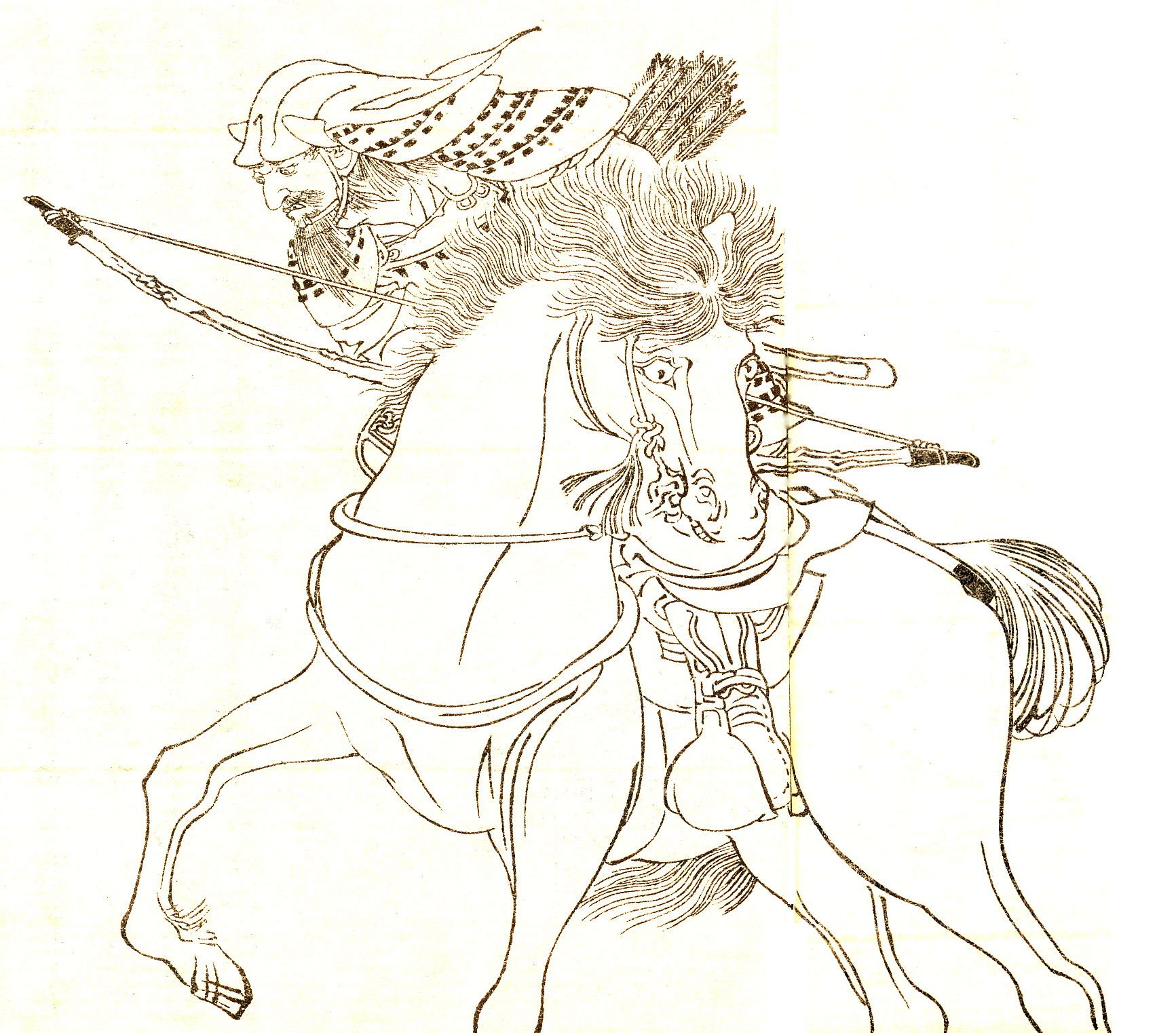
«Фун'я но Ватамаро»
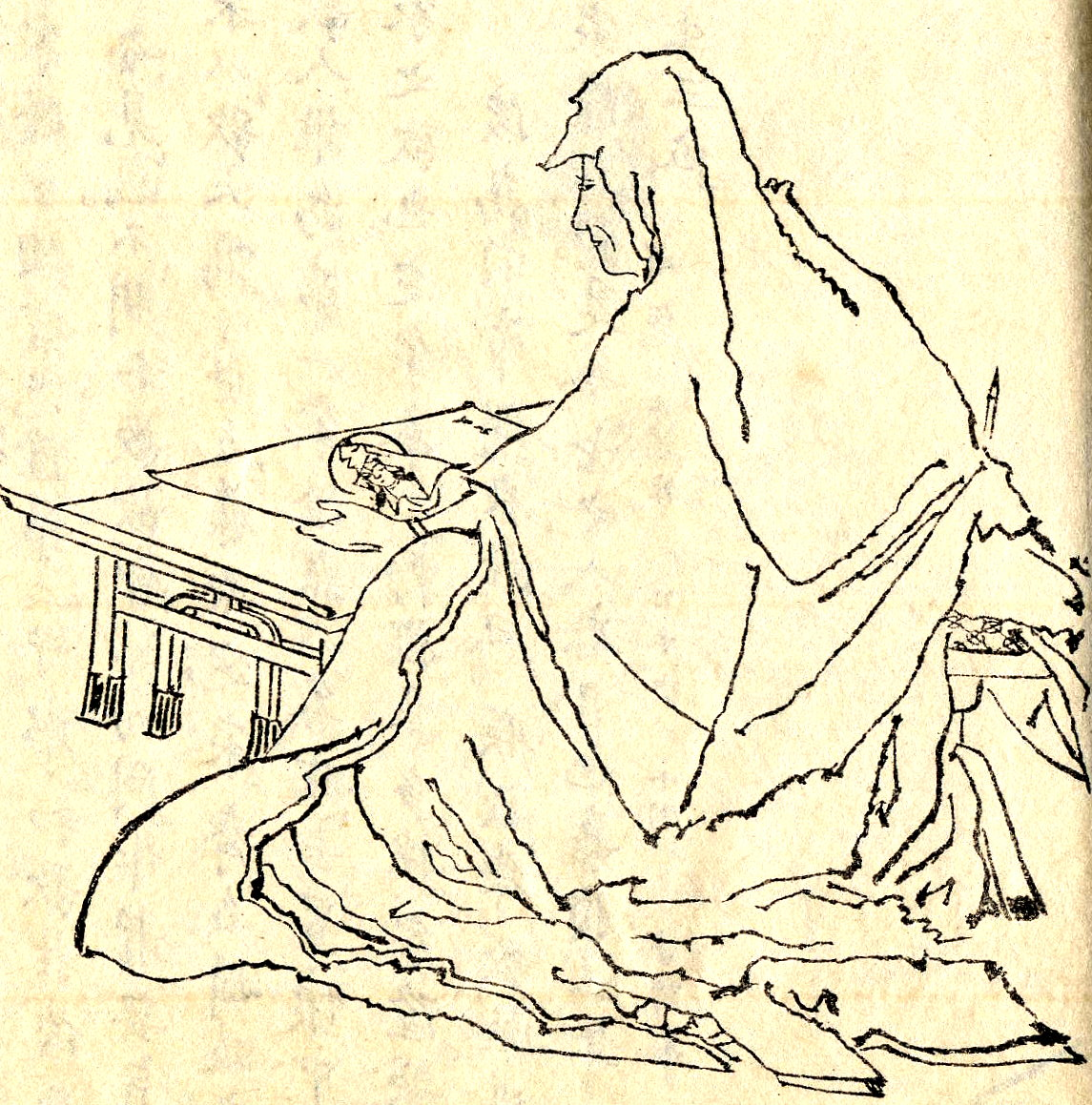
«Ходзьо Масако»
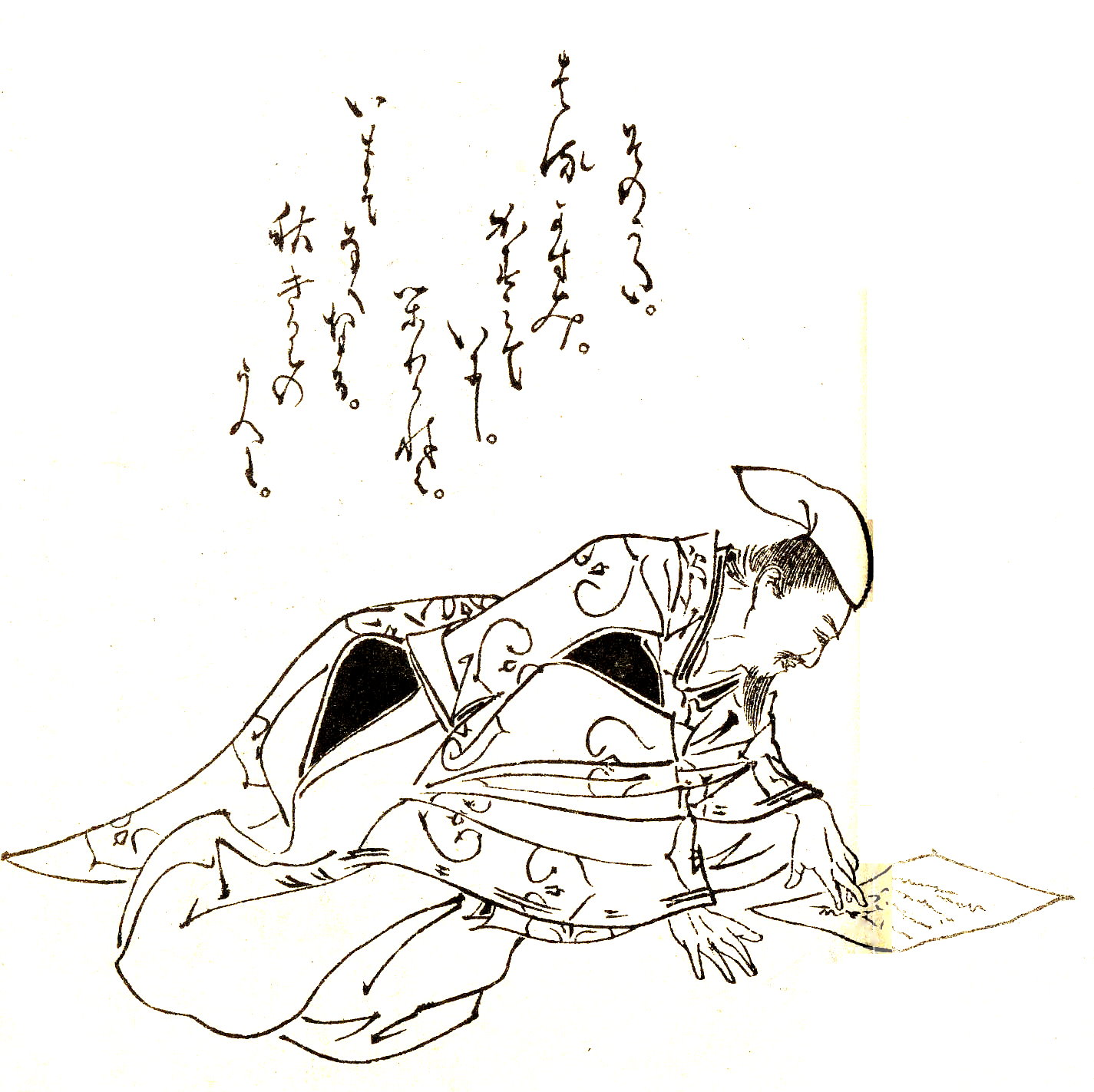
«Кі но Томонорі»
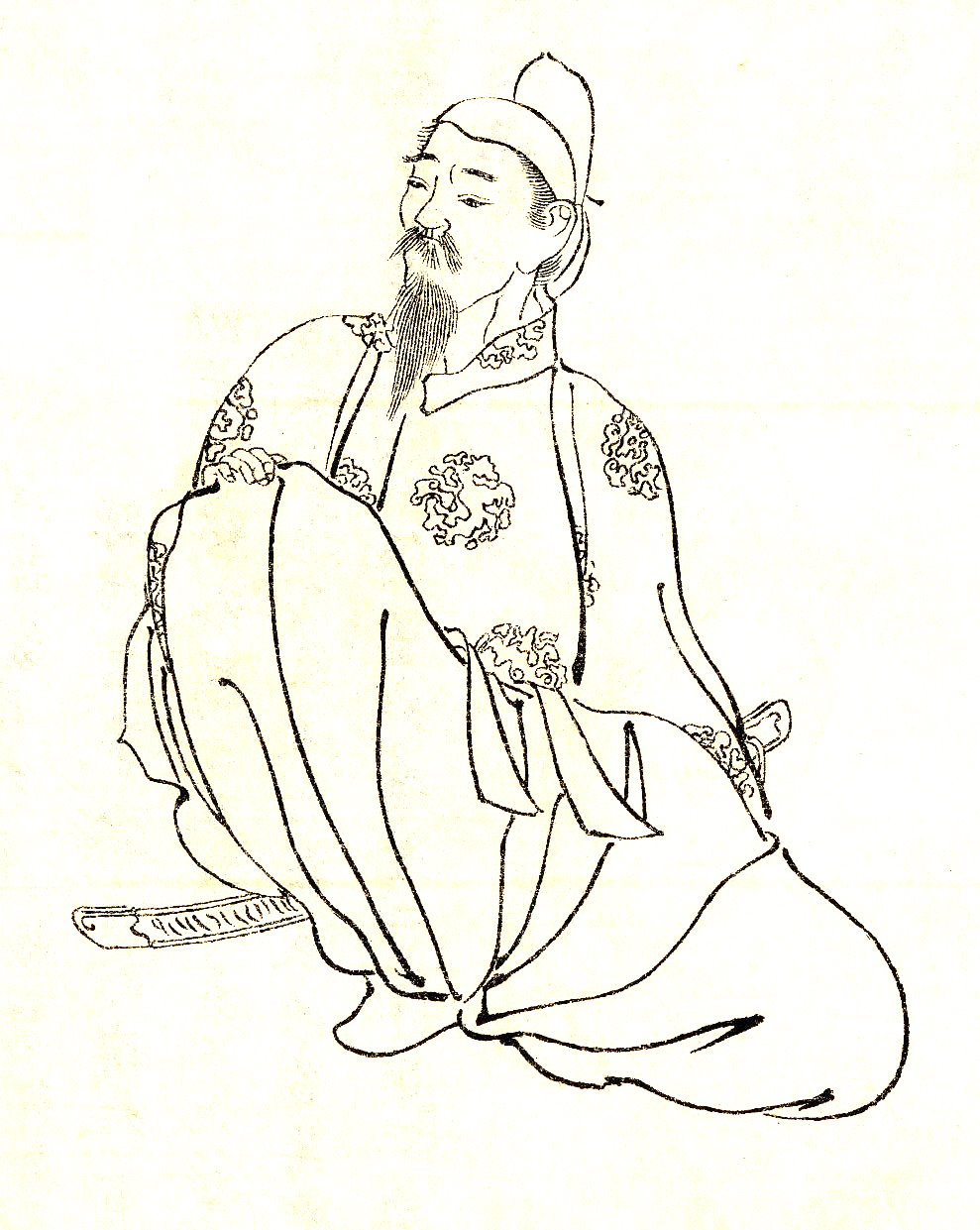
«Косе но Маро»